# 青海羚网
青海羚网，一家互联网中文门户网站，成立于2007年2月2日，由青海日报发起设立，初名青报网。2010年1月1日，更为现名。